# Суэт, Бен
Бе́нджамин Суэ́т (англ. Benjamin Sweat; 4 сентября 1991, Палм-Харбор, Флорида, США) — американский футболист, защитник. Выступал за сборную США.

## Карьера

### Молодёжная карьера
Во время обучения в Южно-Флоридском университете в 2010—2013 годах Суэт играл за университетскую футбольную команду в Национальной ассоциации студенческого спорта. В периоды летних межсезоний в колледжах выступал за клубы Премьер-лиги развития USL — в 2012 году за «Ви-эс-ай Тампа Флэймз» и в 2013 году за «Рединг Юнайтед».

### Клубная карьера
16 января 2014 года на Супердрафте MLS Суэт был выбран клубом «Коламбус Крю» в первом раунде под 14-м номером, подписан был 14 февраля. В мае был отдан в аренду в аффилированный клуб USL Pro «Дейтон Датч Лайонс». Его профессиональный дебют состоялся 4 мая в матче «Дейтон Датч Лайонс» против «Чарлстон Бэттери». За «Коламбус Крю» дебютировал 25 июня в матче Открытого кубка США против «Чикаго Файр». В феврале 2015 года «Коламбус Крю» отчислил Суэта.
2 марта 2015 года Суэт подписал контракт с клубом Североамериканской футбольной лиги «Тампа-Бэй Раудис». Провёл в «Тампа-Бэй» два сезона, сыграв в 33-х матчах регулярных чемпионатов. Покинул клуб после окончания сезона 2016.
23 февраля 2017 года Суэт был подписан клубом MLS «Нью-Йорк Сити» после прохождения просмотра на предсезонном сборе. Дебютировал за клуб из Бронкса 29 апреля в матче против своей бывшей команды «Коламбус Крю». 24 июня в дерби против «Нью-Йорк Ред Буллз» забил свой первый гол в MLS. В январе 2018 года Суэт подписал с «Нью-Йорк Сити» новый контракт.
19 ноября 2019 года на Драфте расширения MLS Суэт был выбран клубом «Интер Майами». 1 марта 2020 года участвовал в дебютном матче новой франшизы в лиге, соперником в котором был «Лос-Анджелес».
13 декабря 2020 года Суэт был продан в клуб-новичок MLS «Остин» за $100 тыс. в общих распределительных средствах. 17 апреля 2021 года сыграл в матче стартового тура сезона против «Лос-Анджелеса», ставшем для «Остина» дебютом в MLS. 24 апреля в матче против «Колорадо Рэпидз» получил разрыв передней крестообразной связки левого колена. По окончании сезона 2021 «Остин» отклонил опцию продления контракта со Суэтом.
20 декабря 2021 года Суэт на правах свободного агента присоединился к «Спортингу Канзас-Сити», подписав двухлетний контракт до конца сезона 2023 с опцией продления на сезон 2024. За «Спортинг» дебютировал 12 марта 2022 года в матче против «Колорадо Рэпидз», выйдя на замену на 81-й минуте вместо Логана Нденбе. 4 апреля 2023 года «Спортинг Канзас-Сити» отчислил Суэта.
18 апреля 2023 года Суэт подписал контракт с «Нью-Инглэнд Революшн» до конца сезона 2023 с опцией продления на сезон 2024, заняв место в дополнительном составе клуба. За «Нью-Инглэнд» дебютировал 22 апреля в матче против своего бывшего клуба «Спортинга КС», выйдя на замену на 74-й минуте вместо Кристиана Макуна. По окончании сезона 2023 «Нью-Инглэнд Революшн» не стал продлевать контракт со Суэтом.

### Международная карьера
16 декабря 2010 года Суэт в составе молодёжной сборной США принял участие в товарищеской матче с молодёжной сборной Канады.
1 октября 2018 года Суэт получил вызов в сборную США на товарищеские матчи со сборным Колумбии и Перу. В матче с колумбийцами, состоявшемся 11 октября, выйдя на замену на 75-й минуте вместо Энтони Робинсона, дебютировал за «звёздно-полосатую» дружину.

## Статистика выступлений
| Выступление                 | Выступление      | Выступление      | Лига | Лига | Плей-офф | Плей-офф | Кубок | Кубок | Континент | Континент | Итого | Итого |
| Клуб                        | Лига             | Сезон            | Игры | Голы | Игры     | Голы     | Игры  | Голы  | Игры      | Голы      | Игры  | Голы  |
| --------------------------- | ---------------- | ---------------- | ---- | ---- | -------- | -------- | ----- | ----- | --------- | --------- | ----- | ----- |
| Коламбус Крю                | MLS              | 2014             | 0    | 0    | 0        | 0        | 1     | 0     | —         | —         | 1     | 0     |
| Коламбус Крю                | Итого            | Итого            | 0    | 0    | 0        | 0        | 1     | 0     | —         | —         | 1     | 0     |
| Дейтон Датч Лайонс (аренда) | USL              | 2014             | 7    | 0    | —        | —        | —     | —     | —         | —         | 7     | 0     |
| Дейтон Датч Лайонс (аренда) | Итого            | Итого            | 7    | 0    | —        | —        | —     | —     | —         | —         | 7     | 0     |
| Тампа-Бэй Раудис            | NASL             | 2015             | 26   | 0    | —        | —        | 1     | 0     | —         | —         | 27    | 0     |
| Тампа-Бэй Раудис            | NASL             | 2016             | 7    | 0    | —        | —        | 2     | 0     | —         | —         | 9     | 0     |
| Тампа-Бэй Раудис            | Итого            | Итого            | 33   | 0    | —        | —        | 3     | 0     | —         | —         | 36    | 0     |
| Нью-Йорк Сити               | MLS              | 2017             | 26   | 1    | 2        | 0        | 1     | 0     | —         | —         | 29    | 1     |
| Нью-Йорк Сити               | MLS              | 2018             | 28   | 0    | 3        | 0        | 1     | 0     | —         | —         | 32    | 0     |
| Нью-Йорк Сити               | MLS              | 2019             | 18   | 0    | 0        | 0        | 2     | 0     | —         | —         | 20    | 0     |
| Нью-Йорк Сити               | Итого            | Итого            | 72   | 1    | 5        | 0        | 4     | 0     | —         | —         | 81    | 1     |
| Интер Майами                | MLS              | 2020             | 22   | 0    | 1        | 0        | —     | —     | —         | —         | 23    | 0     |
| Интер Майами                | Итого            | Итого            | 22   | 0    | 1        | 0        | —     | —     | —         | —         | 23    | 0     |
| Остин                       | MLS              | 2021             | 2    | 0    | —        | —        | —     | —     | —         | —         | 2     | 0     |
| Остин                       | Итого            | Итого            | 2    | 0    | —        | —        | —     | —     | —         | —         | 2     | 0     |
| Спортинг Канзас-Сити        | MLS              | 2022             | 20   | 0    | —        | —        | 4     | 0     | —         | —         | 24    | 0     |
| Спортинг Канзас-Сити        | MLS              | 2023             | 5    | 0    | —        | —        | —     | —     | —         | —         | 5     | 0     |
| Спортинг Канзас-Сити        | Итого            | Итого            | 25   | 0    | —        | —        | 4     | 0     | —         | —         | 29    | 0     |
| Нью-Инглэнд Революшн        | MLS              | 2023             | 10   | 0    | —        | —        | 2     | 0     | 0         | 0         | 12    | 0     |
| Нью-Инглэнд Революшн        | Итого            | Итого            | 10   | 0    | —        | —        | 2     | 0     | 0         | 0         | 12    | 0     |
| Всего за карьеру            | Всего за карьеру | Всего за карьеру | 171  | 1    | 6        | 0        | 14    | 0     | 0         | 0         | 191   | 1     |

Источники: Transfermarkt, Soccerway, Football Database EU.